# Sigrid Jonsson
Sigrid Maria Eleonora Jonsson, född 26 juli 1894 i Östervik, Karlskoga, död 5 januari 1989 i Karlskoga, var pedagog, Karlskogas första kvinnliga överlärare och sedermera rektor i Karlskoga. Hon var också enda kvinnliga ledamoten i den svenska skolutredningen 1940.

## Biografi
Jonsson föddes den 26 juli 1894 i Östervik, på östra sidan om sjön Möckeln. Två år senare flyttade familjen till bergsmansgården i Aggerud, numera hembygdsgården i Aggerud. När hon var flicka kom professor Oskar Carlgren på besök till gården då hans släkt tidigare hade ägt gården från 1690–1896. Carlgren ville ta reda på så mycket som möjligt om gården, bland annat mättes husets alla delar och olika historier delades. Denna händelse blev betydelsefull för Jonsson som redan var historieintresserad. Under första världskriget styckades den stora gården upp till fyra mindre, varav en blev familjen Jonssons - Aggerudsvägen 26. När föräldrarna gick bort övertogs den av Sigrid och hennes bror. 1925 flyttade brodern till Stockholm och Sigrid tog ensam över gården. Till sin hjälp hade hon Anna-Greta Johansson som kom till gården som 17-åring i början av 1930-talet och blev sedan gården trogen.
Sigrid Jonsson tog sin folkskollärarexamen 1917 i Falun. Efter några år som lärare i Kalmar och Karlskoga tjänstgjorde hon i tre år som lärare vid Statens folkskoleseminarium i Göteborg, fram till 1929 då hon återvände till sin ordinarie lärartjänst i Karlskoga, och arbetade några år på Skranta gamla skola.
När Karlskoga blev stad 1940 utnämndes Sigrid till den första kvinnliga överläraren för Karlskogas skolor. 1940 utnämndes hon som enda kvinnlig ledamot i en grupp på femton, i den av ecklesiastikminister Göran Bagge tillsatta skolutredningen. Utredningens syfte var att öka antalet studerande på högre utbildningar ute på Sveriges landsbygd, samt bland låginkomsttagare, som barn från arbetarhem och jordbrukarhem, och lade grund för enhetsskola och grundskola. 1958 blev hon rektor. 
Hon var engagerad i hembygdsföreningen, kyrkokören, Rädda Barnen och i Folkpartiet, som ledamot av Örebro läns landsting från slutet av 30-talet till 1967. Sigrid Jonsson är begravd på Gamla kyrkogården i Karlskoga.